# Lorca Sport Club
El Lorca Sport Club, més tard anomenat Club Deportivo Lorca i Lorca Club de Fútbol, fou un club de futbol de la ciutat de Llorca a la Regió de Múrcia. Jugava els seus partits al Camp de La Rueda.
El Lorca Sport Club va ser fundat el dia 1 de juny de 1828. Vestia camisa a franges blaves i banques, uniforme que ha estat l'habitual en la majoria de clubs posteriors. El 5 de desembre de 1930 la RFEF constituí els grups de Tercera Divisió i el club fou inclòs en el grup VII juntament amb Cartagena, Elx, Albacete, Hèrcules i Imperial. Després d'uns incidents l'any 1931, el club deixà de competir i es donà de baixa de la federació fins al 1933, en que retornà amb el nom Club Deportivo Lorca, vestint amb samarreta blanca i vermella. El 1935 es transforma en Lorca Football Club adoptant samarreta blau i grana. Després de la guerra, s'espanyolitzà el nom, esdevenint Lorca Club de Fútbol, retornant als colors blanc i vermell. El mal estat del terreny de joc causà que deixés de competir. La tardança en la construcció del nou camp acabaren provocant la seva desaparició el 1950.
Evolució de l'uniforme:
| 1928 | 1933 | 1935 | 1941 | 1946 |

Evolució dels principals clubs de Llorca:
- Lorca Foot-ball Club (1901-1928)
- Unión Deportiva Lorquina (1922-1924)
- Lorca Sport Club (1928-1932)
- Club Deportivo Lorca (1933-1935) → Lorca Fútbol Club (1935-1941) → Lorca Club de Fútbol (1941-1946)
- Club Deportivo Lorca (1950-1966)
- CF Lorca Deportiva (1969-1994)
- Lorca Promesas CF (1986-1994)
- Lorca Club de Fútbol (1994-2002)
- Lorca Deportiva CF (2002-2011) → Lorca Deportiva Olímpico (2011-2012)
- Sangonera Atlético CF (1996-2010) → Lorca Atlético CF (2010-2012)
- La Hoya Deportiva CF (2003-2010) → La Hoya Lorca CF (2010-2017) → Lorca FC (2017-2022)
- Club de Fútbol Lorca Deportiva (2012-)